# Vilma Bánky
Vilma Bánky (nascida Vilma Koncsics 9 de janeiro de 1901 - 18 de março de 1991) foi uma atriz húngara do cinema mudo. Os primeiros anos de sua carreira começaram em Budapeste, posteriormente também França, Áustria e Alemanha. Bánky ficou conhecida por seus papéis em “The Eagle” e “The Son of the Sheik” com Rodolfo Valentino e várias películas românticas com Ronald Colman.

## Primeiros anos
Bánky nasceu em 9 de janeiro de 1901 e era filha de János Bánky Koncsics (1875-1948) e sua mulher, Katalin Ulbert (1880-1947) em Nagydorog, Hungria. Seu pai era chefe de departamento do Império Austro-Húngaro. Logo após seu nascimento, seu pai, um sargento de polícia, foi transferido para Budapeste e a família foi realocada. Ela teve dois irmãos, um mais velho, Gyula e uma irmã mais nova, Gizella. Após se formar na escola secundária, Bánky (como mais tarde se tornaria conhecida) cursou estenografia, mas lhe ofereceram um papel em um filme.
Sua primeira aparição no cinema foi no filme (perdido) Im Letzten Augenblick (No último momento) dirigido por Carl Boese na Alemanha em 1919. Em uma viagem a Budapeste em 1925, o produtor de cinema de Hollywood Samuel Goldwyn a descobriu e ela assinou um contrato. Bánky partiu para os Estados Unidos em março de 1925.

## Carreira
Aclamada como "A Rapsódia Húngara", foi um sucesso imediato nos Estados Unidos. O “The New York Times” destacou em sua matéria sobre seu primeiro filme americano, “The Dark Angel” de 1925, que ela “é uma jovem de rara beleza ... tão requintada que ninguém ficaria surpreso se ela nunca fosse esquecida por Hillary Trent” " o protagonista masculino que decide que sua família e noiva pensem que ele está morto,ao invés de, como ele percebe, ter um fardo para a toda a vida, cuidando de um veterano de guerra cego).

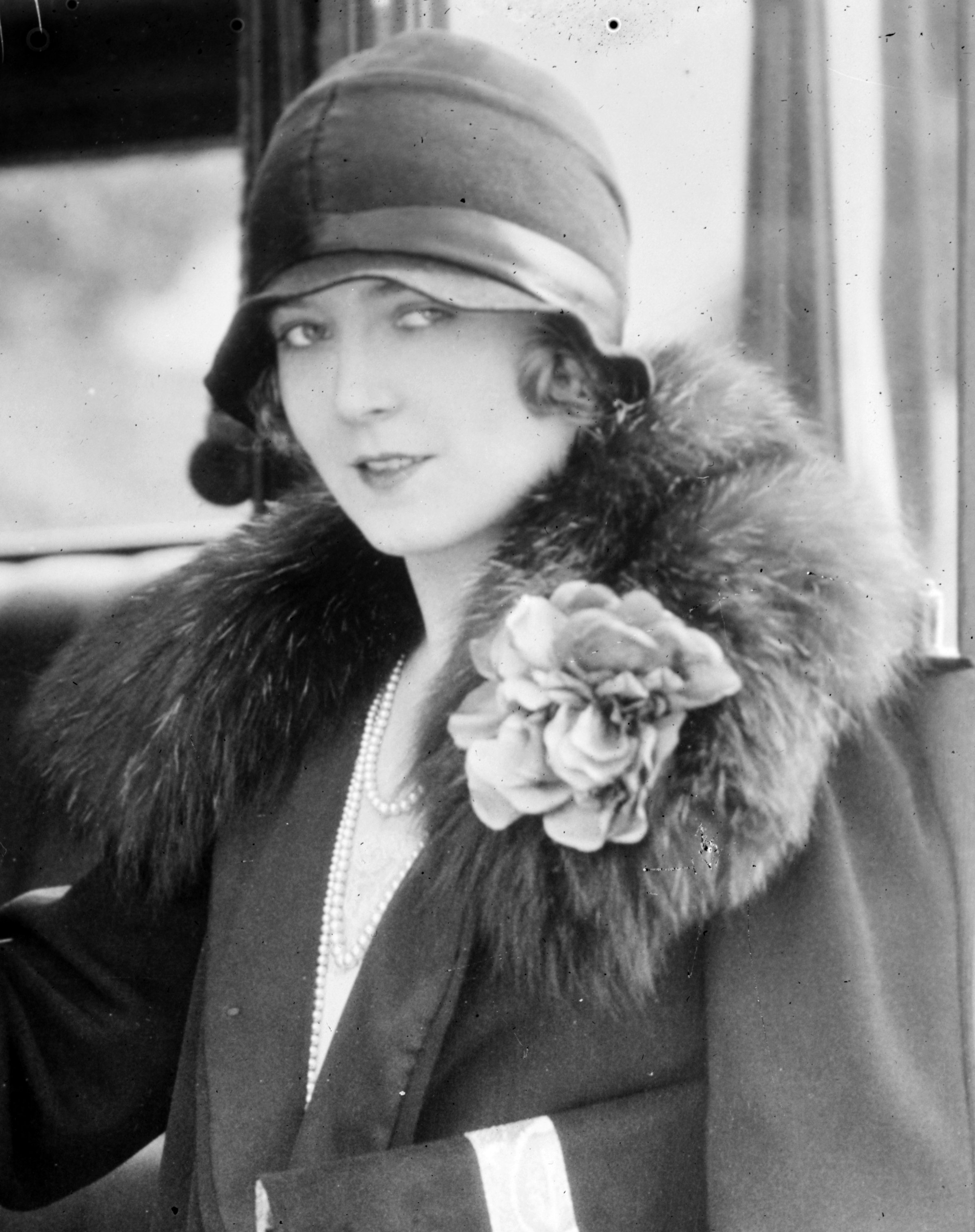
Vilma Bánky

Bánky contracenou com o grande Rodolfo Valentino em “The Eagle” (1925) e “The Sono f the Sheik” (1926). Valentino ficou fascinado por Vilma, e ele a escolheu como protagonista nos filmes. Ela também contracenou com Ronald Colman em uma série de histórias de amor, incluindo “The Dark Angel” e “The Winning of Barbara Worth”. Acredita-se que seu forte sotaque húngaro tenha encurtado sua carreira com o advento do cinema falado, entretanto, ela começou a perder o interesse em filmes e queria se casar com Rod La Rocque, sendo simplesmente sua mulher. Em 1928, ela começou a anunciar sua intenção de deixar o cinema.
De seus 24 filmes, 8 existem completos (Hotel Potemkin, Der Zirkuskönig [The King of the Circus com Max Linder], The Son of the Sheik, The Eagle, The Winning of Barbara Worth, The Night of Love, A Lady to Love, and The Rebel), e três existem em fragmentos  (Tavaszi szerelem em pedaços dispersos, os primeiros cinco rolos de The Magic Flame, e uma cópia incompleta de Two Lovers).

## Carreira pós-atuação
Seus anos após Hollywood foram passados vendendo imóveis com seu marido e jogando golf, seu esporte favorito. Em 1981, Bánky criou um fundo educacional, a Fundação Bánky-La Rocque.[carece de fontes?]

## Vida pessoal e morte
Casou com o ator Rod La Rocque em 1927 e permaneceram casados até à morte dele em 1969. Não tiveram filhos.
Bánky morreu em 19 de março de 1991 de falência cardiopulmonar, aos 90 anos, mas a informação sobre a sua morte somente se tornou pública no ano seguinte. Ela teria ficado triste por ninguém a visitar em seus últimos anos, e orientou seu advogado a não contar a ninguém sobre sua morte. Suas cinzas foram atiradas ao mar, o que também ocorreu com as de seu marido.
Por sua contribuição para a indústria cinematográfica,Bánky recebeu uma estrela na Calçada da Fama de Hollywood em 1960. Sua estrela está localizada na Hollywood Boulevard 7021.

## Na cultura popular
Bánky é mencionada no musical de Stephen Sondheim´s, “Saturday Night”.

## Filmografia
| Ano  | Título                       | Papel                   | Notas                                                                          |
| ---- | ---------------------------- | ----------------------- | ------------------------------------------------------------------------------ |
| 1919 | Im letzten Augenblick        |                         |                                                                                |
| 1921 | Veszélyben a pokol           |                         |                                                                                |
| 1921 | Tavaszi szerelem             |                         |                                                                                |
| 1921 | Galatea                      |                         |                                                                                |
| 1922 | Schattenkinder des Glücks    |                         |                                                                                |
| 1922 | Kauft Mariett-Aktien         |                         |                                                                                |
| 1922 | A Halott szerelme            |                         | Título alternativo: Das Auge des Toten                                         |
| 1923 | O retrato                    |                         | Título alternativo: L'image                                                    |
| 1924 | Der Zirkuskönig              |                         | Título alternativo: Rei do Circo                                               |
| 1924 | Die letzte Stunde            |                         | Título alternativo: Hotel Potemkin                                             |
| 1924 | Das verbotene Land           |                         | Título alternativo: Das Leben des Dalai Lama                                   |
| 1924 | A Maravilhosa Aventura       |                         | Título alternativo: Das schöne Abenteuer                                       |
| 1925 | The Dark Angel               | Kitty Vane              | Filme perdido                                                                  |
| 1925 | Soll man heiraten?           |                         | Título alternativo: Intermezzo einer Ehe in sieben Tagen                       |
| 1925 | The Eagle                    | Miss Mascha Troekouroff | Creditado como Vilma Banky                                                     |
| 1926 | Filho do Sheik               | Yasmin, filha de André  | Creditado como Vilma Banky                                                     |
| 1926 | The Winning of Barbara Worth | Barbara Worth           |                                                                                |
| 1927 | The Night of Love            | Princess Marie          |                                                                                |
| 1927 | A Chama Mágica               | Bianca, a Artista Aérea | Filme perdido, embora haja rumores de que os cinco primeiros cilindros existem |
| 1927 | Die Dame von Paris           |                         | Título alternativo: A Dama de Paris                                            |
| 1928 | Dois amantes                 | Donna Leonora de Vargas | Filme incompleto                                                               |
| 1928 | The Awakening                | Marie Ducrot            | Filme perdido                                                                  |
| 1929 | Isso é o céu                 | Eva Petrie              |                                                                                |
| 1930 | Uma Dama para Amar           | Lena Shultz             |                                                                                |
| 1930 | Die Sehnsucht jeder Frau     | Mizzi                   |                                                                                |
| 1933 | The Rebel                    | Erika Leroy             |                                                                                |